# Szurpek
Szurpek (Orthotrichum Hedw.) – rodzaj mchów należący do rzędu szurpkowców, który obejmuje mchy rosnące głównie w zbitych, poduszkowatych darniach na skałach lub na korze drzew.

## Systematyka
Gatunki flory Polski
- Podrodzaj Orthotrichum
  - szurpek odrębny (Orthotrichum anomalum)
  - szurpek miseczkowaty (Orthotrichum cupulatum)
  - szurpek słoikowaty (Orthotrichum urnigerum)
- Podrodzaj Pulchella (Schimp.) Vitt
  - szurpek śliczny (Orthotrichum pulchellum)
  - szurpek szwedzki (Orthotrichum scanicum)
  - szurpek wysmukły (Orthotrichum pumilum)
  - szurpek przezroczysty (Orthotrichum diaphanum)
  - szurpek żółtoczepcowy (Orthotrichum stramineum)
  - szurpek otwarty (Orthotrichum patens)
  - szurpek drobny (Orthotrichum microcarpum)
  - szurpek Rogera (Orthotrichum rogeri)
  - szurpek delikatny (Orthotrichum tenellum)
  - szurpek blady (Orthotrichum pallens)
- Podrodzaj Phaneroporum Delogne
  - szurpek skalny (Orthotrichum rupestre)
- Podrodzaj Gymnoporus Limpr.
  - szurpek porosły (Orthotrichum lyellii)
  - szurpek pręgowany (Orthotrichum striatum)
  - szurpek kosmaty (Orthotrichum speciosum)
  - szurpek powinowaty (Orthotrichum affine)
- Podrodzaj Orthophyllum Delogne
  - szurpek bezzębny (Orthotrichum gymnostomum)
  - szurpek tępolistny (Orthotrichum obtusifolium)